# Hendrik Willem van Loon
Hendrik Willem van Loon (14. ledna 1882, Rotterdam, Nizozemsko – 11. března 1944, Greenwich, Connecticut, USA) byl americký autor a žurnalista pocházející z Holandska.
V roce 1903 emigroval do USA, kde studoval na Harvardově a Cornellově univerzitě. Byl dopisovatelem Associated Press v Rusku během revolučních událostí roku 1905 a v Belgii počátkem první světové války. Je autorem několika historických knih.

## Dílo
- Seznam děl v Souborném katalogu ČR, jejichž autorem nebo tématem je Hendrik Willem van Loon
- Plné texty děl autora Hendrik Willem van Loon na projektu Gutenberg (anglicky)
- Historie lidstva (1921)
- Příběh bible (1923)
- Amerika (1927)
- R. v. R. (1930)
- Rembrandt
- Umění (1937)